# ANZAC-Klasse
Die ANZAC-Klasse ist eine Klasse von Lenkwaffenfregatten, die von der Royal Australian Navy und der Royal New Zealand Navy seit Mitte der 1990er Jahre eingesetzt wird. Die zehn Schiffe basieren auf dem MEKO-Entwurf von Blohm + Voss und wurden von Tenix Defence Systems gebaut.

## Geschichte
Die ANZAC-Klasse wurde in den 1980er Jahren als Ersatz für die zu dieser Zeit bereits fast 30 Jahre alten Fregatten der Leander-Klasse, die sowohl bei der australischen als auch bei der neuseeländischen Marine im Einsatz standen, entworfen. Australien suchte zudem Ersatz für seine alternden Lenkwaffenzerstörer der Perth-Klasse. 1989 wurde der Vertrag zum Bau von zehn Schiffen unterschrieben, acht Schiffe für die australische und zwei für die neuseeländische Marine. Der Bau der Schiffe erfolgte in Modulbauweise in Australien und Neuseeland, die Endfertigung fand in der Tenix-Defence-Systems-Werft in Williamstown bei Melbourne, Victoria statt. Der Stapellauf des ersten Schiffes, HMAS Anzac, fand am 16. September 1994 statt, das letzte Schiff, HMAS Perth lief am 20. März 2004 vom Stapel.
Nach ihrer in den 2020er Jahren geplanten Außerdienststellung werden sie (in Australien) durch die Hunter-Klasse abgelöst.

## Technik

### Rumpf und Antrieb
Der Rumpf der Schiffe ist 118 Meter lang und 14,8 Meter breit, der Tiefgang beträgt 4 Meter. Die Verdrängung liegt bei 3600 ts. Der Antrieb erfolgt durch zwei MTU-Dieselmotoren mit je 8600 PS. Für höhere Geschwindigkeiten ist außerdem eine General Electric LM2500-Gasturbine eingerüstet, welche das Schiff bei Geschwindigkeiten ab etwa 20 kn anstatt der Dieselmotoren antreibt. (CODOG-Antrieb). Die Kraftübertragung erfolgt auf zwei Wellen mit je einem Verstellpropeller. Die Höchstgeschwindigkeit liegt bei 27 Knoten, die Reichweite beträgt 6000 Seemeilen bei 18 Knoten.

### Bewaffnung und Elektronik
Alle Fregatten sind mit einem Mark-45-Leichtgewichtsgeschütz im Kaliber 127 mm vor den Aufbauten sowie zwei Mk32-Dreifachtorpedorohren an beiden Seiten ausgerüstet. Als Luftaufklärungsradar wird ein AN/SPS-49 verwendet, am Bug befindet sich ein Thomson Sintra Spherion-Sonar. Auf dem Achterdeck befindet sich ein Flugdeck samt Hangar, als Bordhubschrauber wird ein Kaman SH-2 Seasprite eingesetzt.

#### Australien
Die acht australischen Fregatten sind mit 8 Sea-Sparrow bzw. 32 Evolved-Sea-Sparrow-Luftabwehrraketen ausgerüstet, zusätzlich werden vor den Aufbauten zwei Vierfachstarter für Harpoon Seezielflugkörper installiert.
Die ursprünglich vorgesehene Sea Sparrow wurde auf den Schiffen HMAS Warramunga, Stuart und Parramatta durch die modernere ESSM ersetzt, wobei sich die Kapazität auf 32 Raketen erhöhte. Auf der Warramunga wurde auch das Raytheon CW Mk 73 für die Seasparrow Raketen durch das im I-/J-Band arbeitende SSCWI von CEA Technologies ersetzt. Die übrigen ANZACs sollen ebenfalls mit diesem Feuerleitradar umgerüstet werden und im Jahre 2004 entschied sich die australische Marine die Mk-46-Torpedos durch den leistungsfähigeren MU90 zu ersetzen. HMAS Toowoomba, das erste Schiff, das damit bestückt werden soll, verschoss im Juni 2008 den MU90 im Rahmen eines ersten Tests.
Im Jahre 2003 entschied sich das australische Verteidigungsministerium die ANZACs weiter zu modernisieren. So sollen ein Sagem-Vampir-NG-Infrarotzielsystem installiert und das Saab-Radarsystem durch ein phasengesteuertes System von CEA Technologies ersetzt werden, um die Verteidigungsfähigkeit gegen Antischiffraketen zu verbessern. HMAS Perth soll als erstes Schiff der Klasse Anfang 2010 mit dem Upgrade beginnen.
Auch zwei RAM-Starter sollen in den nächsten Jahren an Bord untergebracht werden.
Nachdem diverse Softwareprobleme aufgetreten waren, entschied sich Australien 2008 gegen die SH-2G Seasprite als Bordhubschrauber und verwendet stattdessen die S-70B2.

#### Neuseeland
Die beiden neuseeländischen Fregatten verfügen über ein Phalanx CIWS auf dem Hangardach, ihr Vertical Launching System, das derzeit nur für Sea-Sparrow-Raketen genutzt wird, soll auf den Evolved Sea Sparrow Missile-Stand aufgerüstet werden.

## Einheiten
| Schiff                  | Namensgeber                                         | Kiellegung         | Stapellauf         | In Dienst         | Marine                 |
| ----------------------- | --------------------------------------------------- | ------------------ | ------------------ | ----------------- | ---------------------- |
| FFH 150 HMAS Anzac      | ANZAC                                               | 5. November 1993   | 16. September 1994 | 18. Mai 1996      | Royal Australian Navy  |
| F77 HMNZS Te Kaha       | Te Kaha in Maori: Feuer                             | 19. September 1994 | 22. Juli 1995      | 26. Juli 1997     | Royal New Zealand Navy |
| FFH 151 HMAS Arunta     | von Arrernte, Aborigine Stamm im Northern Territory | 22. Juli 1995      | 28. Juni 1996      | 12. Dezember 1998 | Royal Australian Navy  |
| FFH 111 HMNZS Te Mana   | Te Mana in Maori: Autorität                         | 28. Juni 1996      | 10. Mai 1997       | 10. Dezember 1999 | Royal New Zealand Navy |
| FFH 152 HMAS Warramunga | Aborigine-Stamm                                     | 26. Juli 1997      | 23. Mai 1998       | 28. März 2001     | Royal Australian Navy  |
| FFH 153 HMAS Stuart     | John McDouall Stuart                                | 25. Juli 1998      | 17. April 1999     | 17. August 2002   | Royal Australian Navy  |
| FFH 154 HMAS Parramatta | Stadt Parramatta                                    | 4. Juni 1999       | 17. Juni 2000      | 4. Oktober 2003   | Royal Australian Navy  |
| FFH 155 HMAS Ballarat   | Stadt und Fluss Ballarat                            | 4. August 2000     | 25. Mai 2002       | 26. Juni 2004     | Royal Australian Navy  |
| FFH 156 HMAS Toowoomba  | Stadt Toowoomba                                     | 26. Juli 2002      | 16. Mai 2003       | 8. Oktober 2005   | Royal Australian Navy  |
| FFH 157 HMAS Perth      | Stadt Perth                                         | 24. Juli 2003      | 20. März 2004      | 26. August 2006   | Royal Australian Navy  |